# Sergio Tanzarella
Sergio Tanzarella (San Felice a Cancello, 27 marzo 1959) è uno storico italiano.

## Biografia
Dottore di ricerca in Storia (1989), dal 2009 è ordinario  di Storia della Chiesa alla Facoltà Teologica dell'Italia Meridionale di Napoli, sezione San Luigi; è inoltre, dal 2007, professore invitato presso l'Università Gregoriana di Roma. Negli ultimi anni ha pubblicato studi su Don Milani e su Papa Francesco, e nel 2021 il libro Il pentagramma di Lorenzo Milani. Musica per la libertà, e nel 2024 il libro Peppino Diana. Un prete affamato di vita. 
Tra le recenti curatele:  con A. Carfora, V. Oldano e F. Ruozzi: L. Milani, Tutte le opere, vol. I-II, Mondadori, Milano 2017; con S. Bongiovanni, Con tutti i naufraghi della storia, il pozzo di Giacobbe, Trapani 2019; con M. Prodi, Papa Francesco, Conquista la pace, il pozzo di Giacobbe, Trapani 2023. 
Per contrastare le celebrazioni del centenario della prima guerra mondiale pubblicò con L. Kocci e V. Gigante il volume La grande menzogna. Tutto ciò che non vi hanno raccontato  sulla prima guerra mondiale (Dissensi, Viareggio, seconda edizione 2018).   
Per oltre vent’anni ha insegnato lingua italiana a diverse centinaia di migranti e rifugiati provenienti da circa trenta nazioni.
Fu eletto deputato nell'uninominale nel collegio di Caserta nel 1994 come indipendente nei Progressisti. All'interno del gruppo Progressista-Federativo aderì, su invito di Ermanno Gorrieri e di Luciano Guerzoni, alla componente dei Cristiano Sociali. Nei 21 mesi di mandato politico presentò alla Camera dei Deputati più proposte di legge come primo firmatario: 
- Disposizioni in materia di soggiorno dei cittadini stranieri extracomunitari nel territorio dello Stato;
- Norme per l'attuazione del diritto di asilo;
- Modifiche alla legge 25 febbraio 1992, n. 210, in materia di indennizzo a favore dei soggetti danneggiati da complicanze di tipo irreversibile a causa di vaccinazioni obbligatorie, trasfusioni e somministrazione di emoderivati;
- Modifiche all'articolo 5 del decreto-legge 30 dicembre 1979, n. 663, convertito, con modificazioni, dalla legge 29 febbraio 1980, n. 33, in materia di assistenza sanitaria ai cittadini stranieri temporaneamente non in regola con le norme sull'immigrazione .

Ricandidato nel medesimo collegio con L'Ulivo alle elezioni politiche del 1996, non venne rieletto.